# Ricardo Blei
Ricardo Jeffrey Blei (Amsterdam, 26 juli 1989) is een Nederlandse (stem)acteur en stemregisseur. Hij is vooral bekend door zijn rol als Abel Brandt die hij van 2009 tot 2016 speelde in de Nederlandse jeugd-soapserie SpangaS. Blei werd geboren in Amsterdam, maar groeide op in Almere. Na het behalen van zijn diploma aan scholengemeenschap De Meergronden in 2006, verhuisde hij naar Amsterdam om een carrière als acteur te ambiëren.

## Filmografie

### Televisie
| Jaar       | Titel                      | Rol               | Opmerking                        |
| ---------- | -------------------------- | ----------------- | -------------------------------- |
| 2007       | Fataal                     | Daniël de Graaf   | Gastrol in Afl. 5: Ugchelen      |
| 2007-2008  | ONM                        | Mitchel Steenkamp |                                  |
| 2008       | De co-assistent            | Gothic            | Gastrol in Afl. Stoma            |
| 2009       | Zeg 'ns Aaa                | Bloemist          | Gastrol in Afl. Café Het Bolwerk |
| 2012       | Zaak Zappendael            | Zichzelf          |                                  |
| 2012       | Zappmissie                 | Zichzelf          |                                  |
| 2009-2016  | SpangaS                    | Abel Brandt       |                                  |
| 2016-heden | Topdoks                    | Voice-over        |                                  |
| 2020       | Enkeltje Verweggistan      | Voice-over        | Seizoen 1                        |
| 2021       | Op de Dierenambulance met  | Voice-over        |                                  |
| 2021       | Flexe Meiden               | Leraar Windhorst  |                                  |
| 2023-heden | Rachel en Elbert Passen Op | Voice-over        |                                  |

### Film
| Jaar | Titel            | Rol         | Opmerking  |
| ---- | ---------------- | ----------- | ---------- |
| 2009 | Bloesem          | Max         | Korte film |
| 2012 | Dit is het Begin | Techno Kid  | Korte film |
| 2015 | SpangaS in Actie | Abel Brandt |            |
| 2017 | Pestkop          | Menno       |            |

## Stemmenwerk
| Titel                                      | Rol                       | Opmerking                 |
| ------------------------------------------ | ------------------------- | ------------------------- |
| Dance Academy                              | Sammy Lieberman           |                           |
| Lena en Cem                                | Axel Mende                |                           |
| Gladiators of Rome                         | Timo                      |                           |
| Robocar Poli                               | Max de Stoomwals          |                           |
| Project MC²                                | Prins Xander              |                           |
| Glitter Force                              | Rascal                    |                           |
| Mako Mermaids                              | Cam                       |                           |
| Dawn of the Croods                         | Alto                      |                           |
| Bollie & Billy                             | Billie                    |                           |
| Regal Academy                              | Travis Beest              |                           |
| The Lodge                                  | Sean                      |                           |
| Disney's 11                                | Lorenzo Guevara           |                           |
| Super Monsters                             | Vlad Vleermuis            |                           |
| Power Rangers: Ninja Steel                 | Brody                     |                           |
| Stretch Armstrong                          | Jake/Stretch Armstrong    |                           |
| Sherazade                                  | Halil                     |                           |
| Sunny Day                                  | Timmy                     |                           |
| Find Me in Paris                           | Henri                     |                           |
| Sherlock Gnomes                            | Gnomeo                    | Bioscoopfilm              |
| Spyro Reignited Trilogy                    | Spyro                     | Game                      |
| Het Verbond voor Magische Zaken            | Peter                     |                           |
| Star Wars Rebels                           | Wedge Antilles            |                           |
| 101 Dalmatian Street                       | Dylan                     |                           |
| Descendants 2                              | Harry Hook                |                           |
| The Dark Crystal: Age of Resistance        | Rian de Gelfling          |                           |
| High School Musical: The Musical, De Serie | E.J.                      |                           |
| Trouble                                    | Trouble                   | Bioscoopfilm              |
| The Lion King                              | Galago                    | Bioscoopfilm              |
| Beyblade Burst                             | Free De La Hoya           |                           |
| Pets United!                               | Roger                     |                           |
| Draken: Reddingsrijders                    | Vlieger                   |                           |
| Dumbo                                      | Overige stemmen           | Bioscoopfilm              |
| What If...?                                | Bucky Barnes              |                           |
| Miraculous: Tales of Ladybug & Cat Noir    | Kim                       |                           |
| Magic Arch                                 | Davey                     | Bioscoopfilm              |
| Turning Red                                | Jesse (4-Town)            | Bioscoopfilm              |
| Lightyear                                  | Featheringhamstan         | Bioscoopfilm              |
| Cars on the Road                           | Guido                     |                           |
| Peperbollen                                | Bjorn                     | Seizoen 18, afl. 11       |
| Angry Birds: Summer Madness                | Red                       |                           |
| Lego Monkie Kid                            | Mr. Tang                  |                           |
| Sonic the Hedgehog 2                       | Wout (Wade) Whipple       | Bioscoopfilm              |
| Star Wars: Visions                         | Baython, Charuk           |                           |
| Spidey and his Amazing Friends             | Hulk                      |                           |
| Bunk'd                                     | Parker Preston            |                           |
| Spirit Rangers                             | Coyote                    |                           |
| Howl's Moving Castle                       | Howl                      |                           |
| Taffy                                      | Taffy                     |                           |
| De Smurfen                                 | Knutselsmurf              |                           |
| Pokémon                                    | Leon                      |                           |
| Batwheels                                  | Joker                     |                           |
| Lego Ninjago: Dragons Rising               | Arin                      |                           |
| Spaceboy                                   | Graham                    |                           |
| Elemental                                  | Overige stemmen           | Bioscoopfilm              |
| One Piece                                  | Shanks                    |                           |
| Knuckles                                   | Wout (Wade) Whipple       |                           |
| IF                                         | Overige stemmen           | Bioscoopfilm              |
| Droom Producties                           | Naseem en overige stemmen | Televisieserie op Disney+ |
| Sonic the Hedgehog 3                       | Wout (Wade) Whipple       | Bioscoopfilm              |
| Tales of the Teenage Mutant Ninja Turtles  | Michelangelo              |                           |